# 델아모역
델아모 (Del Amo)역은 로스앤젤레스 메트로의 A선역 중 하나이다. 섬식 승강장으로 이루어졌으며, 산타페 애비뉴(Santa Fe Avenue)와 교차하는 델아모 대로(Del Amo Boulevard) 위의 고가역으로 위치한다. 카슨(Carson) 시내 바로옆의 로스앤젤레스군 공동체인 란초 도밍게스에 파란선의 노선이 지난다.
델아모역은 원래 3량 차량을 위해 건설되지 않은 유일한 고가 파란선 역이었다. 2000년에 승강장 북쪽 끝이 연장되었다.
파란선 정비 및 주박을 담당하는 차량기지는 워드로역과 델아모역 사이에 위치한다.

### 역 구조
| 승강장 | A선                             | ← 워드로역 Wardlow Station ← 다운타운 롱비치역행 (종착점행)           |
| 승강장 | 섬식 승강장, 왼쪽 출입문이 열림 |                                                                       |
| 승강장 | A선                             | → 아르테시아역 Artesia Station → 7th 스트리트/메트로센터역행 (기점행) |

## 서비스

### 열차 운행 정보
A선 운행 시간은 매일 오전 5시부터 오전 12:45까지이다.

### 연결 가능한 대중교통
- 메트로 로컬: 202
- 카슨 서킷(Carson Circuit): D, G
- 차저스 익스프레스(The Chargers Express): 로스앤젤레스 차저스 홈경기에 운행하는 디그니티 헬스 스포츠 파크 착발 셔틀버스 (무료).
- 갤럭시 익스프레스: 디그니티 헬스 스포츠 파크 행 (로스앤젤레스 갤럭시 홈경기에 운행)
- 롱 비치 트랜싯: 1, 191, 192

## 인근 역세권
- 디그니티 헬스 스포츠 파크
- VELO 스포츠 센터
- 델아모 물품교환시장
- 브로드웨이 슈즈
- 슈즈 4 레스
- B'z 타투
- 뉴 월드 오토 사운드
- 인크레더블 카페 익스프레스
- 차이나 익스프레스